# 紫喉辉尾蜂鸟
紫喉辉尾蜂鸟（学名：Metallura baroni），是雨燕目蜂鸟科的一种鸟类。
紫喉辉尾蜂鸟体重约4.3克，翼长约57.1毫米，嘴峰长约16.8毫米，喙宽度约1.7毫米，喙厚度约1.4毫米，跗蹠长约6毫米，尾长约37.7毫米。紫喉辉尾蜂鸟在其分布区内为留鸟，其栖息在半开放的高大树木组成的森林中，食性为草食性，主要食物来源是植物的花蜜。
紫喉辉尾蜂鸟分布于厄瓜多尔中南部安第斯山脉的高山草甸。该物种是单型物种，没有亚种分化。